# Kiwinema gracilicauda
Kiwinema gracilicauda är en rundmaskart som först beskrevs av Harris 1975.  Kiwinema gracilicauda ingår i släktet Kiwinema och familjen Heterakidae. Inga underarter finns listade i Catalogue of Life.